# بهرام شاه
الملك الأمجد بهرام شاه بن فروخ شاه بن شاهنشاه بن أيوب (ت: 628هـ/ 1231م)، صاحب بعلبك ابن أخ صلاح الدين الأيوبي.
ولاه صلاح الدين بعلبك بعد موت أبيه وكان أديبًا وشاعراً، اغتيل في دمشق من قبل أحد مماليكه ودفن في تربة أبيه.

## نسبه
هو بهرام شاه ببن فروخ شاه بن أيوب بن شاذي بن مروان بن يعقوب الدويني التكريتي. الملك الأمجد مجد الدين أبو المظفر.

## حكمه
يعتبر الملك الأمجد ثالث ملوك الدولة الأيوبية في بعلبك، تولى أمرها بعد وفاة أبيه سنة 578هـ/ 1182م، واستمر يحكمها قرابة الخمسين عام، وقيل تسعة وأربعين عام؛ بحيث أُخرج منها عام 627هـ/ 1230م على يد الأشرف موسى فأقام في دمشق بعد ذلك تقريبًا عام واحد ثم توفي.

## أعماله
له ديوان قصائد 180 صفحه منه موجودة في الخزانة الخالدية بالقدس جاء في أولها أنه «مما نظمه الأمجد بهرام شاه في النسيب والغزل والحماسة في مدة أولها شهر رمضان سنة 604هـ»، وفي الظاهرية بدمشق أيضًا نسخة من ديوانه تتألف من 80 صفحة.

## وفاته
توفي بهرام شاه سنة 628هـ/ 1231م؛ وكان سبب وفاته أن الأشرف موسى ضرب عام 627هـ/ 1230م حصارًا على مدينة بعلبك؛ ليجبره على الخروج منها فيعطيها الأشرف لأخيه الصالح إسماعيل فطال الحصار على بهرام شاه واستفذ قوته فاستسلم وسلم المدينة للأشرف، فعوضه عنها بالزبداني وقصير دمشق الذي هو في شمالها وبعض المواضع الأخرى، فسار بهرام إلى هناك ونزل داره التي عند باب النصر المسماة دار السعادة والتي ينزل فيها النواب، وحبس أحد مماليكه في مرقد عنده في الدار؛ بسبب دواة ثمينة سرقها منه، وجلس قبالة المرقد يلعب بالنرد، وقيل بالشطرنج، فاحتال المملوك وخرج منها وأخذ سيف الأمجد وطعنه في خاصرته وهرب ثم ألقى نفسه من سطح الدار، وقيل: لحقه المماليك فقتلوه. ودفن الأمجد في تربة أبيه.